# Софала (провинция)
Софала (порт. Sofala) — провинция в Мозамбике. Площадь провинции составляет 68 018 км². Численность населения 1 671 864 человек (на 2007 год). Административный центр провинции Софала — город Бейра, второй по величине в стране. В 30 километрах южнее Бейры находится старинный город-порт Софала.

## География
Провинция Софала расположена на востоке центральной части Мозамбика. К северу от неё находится провинция Тете, к северо-востоку — провинция Замбезия, к западу — провинция Маника, к югу — провинция Иньямбане. Восточная часть провинции омывается водами Индийского океана.
На территории провинции Софала находится Национальный парк Горонгоза.

## Административное деление

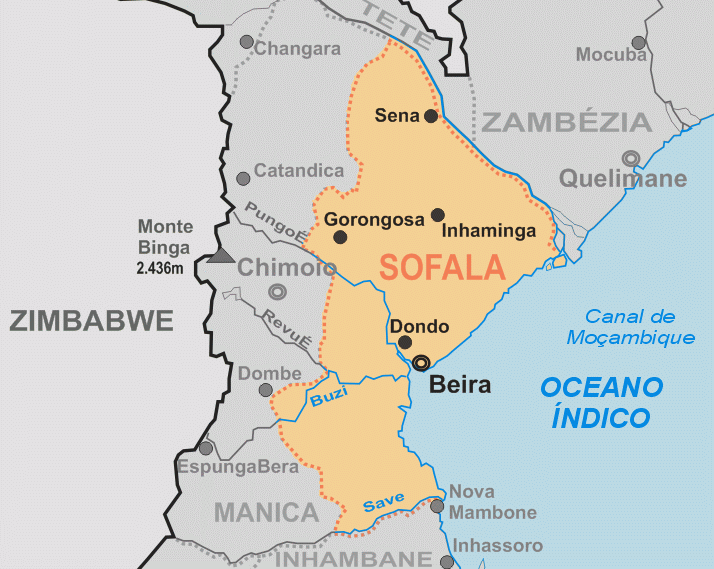
Административная карта провинции Софала.

В административном отношении Софала подразделяется на 12 дистриктов и 4 муниципалитета.

### Дистрикты
- Búzi
- Caia
- Chemba
- Cheringoma
- Chibabava
- Dondo
- Gorongosa
- Machanga
- Maringué
- Marromeu
- Muanza
- Nhamatanda

### Муниципалитеты
- Beira (cidade)
- Dondo (cidade)
- Gorongosa (vila)
- Marromeu (vila)